# John Tenta
John Anthony Tenta (22 de junio de 1963 - 7 de junio de 2006) fue un luchador profesional canadiense, conocido por su trabajo en la World Wrestling Federation como Earthquake y Golga, y en la World Championship Wrestling como Avalanche y The Shark.
También fue un rikishi (luchador de sumo) cuyo rango más alto que alcanzó fue el de Makushita 43 Este. Durante su estancia en el sumo utilizó el shikona de Kototenta Toshikatsu (琴天太 俊克 en japonés), pero luego lo cambiaría Kototenzan Toshimitsu (琴天山 俊光 en japonés) con el que se quedaría hasta su retirada.

## Sumo
Kototenzan debutó en el sumo en noviembre de 1985, y permaneció en ese deporte hasta julio de 1986; y nunca perdió ni un solo combate durante su estancia en ese deporte.

### Historial
| Año (Honbasho) | Hatsu Basho (enero) (ciudad de Tokio) | Haru Basho (marzo) (ciudad de Osaka) | Natsu Basho (mayo) (ciudad de Tokio) | Nagoya Basho (julio) (ciudad de Nagoya) | Aki Basho (septiembre) (ciudad de Tokio) | Kyushu Basho (noviembre) (ciudad de Fukuoka) | Victorias / Derrotas / Ausencias |
| 1985           | —                                     | —                                    | —                                    | —                                       | —                                        | Maezumo Hatsu Dohyō 3 - 0                    | 3 - 0                            |
| 1986           | Jonokuchi 40 Oeste 7 - 0              | Jonidan 54 Este 7 - 0                | Sandanme 53 Oeste 7 - 0              | Makushita 43 Este 0 - 0 - 7             | —                                        | —                                            | 21 - 0 - 7                       |

## Carrera

### All-Japan Pro Wrestling (1988-1989)
Después de salir de su carrera de sumo se inició en la lucha libre profesional bajo la tutela de Giant Baba. Hizo su debut profesional en la All Japan Pro Wrestling en mayo de 1988. Tenta tuvo una sólida carrera de 18 meses, haciendo equipo con los populares Giant Baba y The Great Kabuki, antes de atraer la atención de los promotores americanos.

### World Wrestling Federation (1989-1993; 1994)
Después de varios dark matches, Tenta fue fichado en la World Wrestling Federation en septiembre de 1988. En su primera lucha el 21 de septiembre de 1989 fue llamado Eartquake Evans y tuvo a Slick como su mánager. Para su introducción a la WWF el 11 de noviembre de 1989, Tenta estuvo en las gradas como un espectador normal. Durante el show de WWF Superstars of Wrestling, Dino Bravo llamó a Ultimate Warrior para un concurso de fuerza. Entonces el mánager de Dino Jimmy Hart sugirió elegir al azar a una persona del público (kayfabe) para que se sentase sobre la espalda de Bravo y Warrior mientras estos hacían flexiones para ver quién podía más. Warrior estuvo de acuerdo y Hart buscó entre el público a un individuo enorme vestido normalmente que resultó ser Tenta. Este llegó al ring y se sentó encima de Bravo, que hizo una serie de flexiones; al llegar al turno de Warrior, Tenta saltó sobre él en una seated senton que luego adoptaría como movimiento final. Victoriosos, Hart y Bravo celebraron su admisión como heel y Hart actuó como su mánager. Fue presentado como The Canadian Earthquake y más tarde como Earthquake, un imparable monster heel que a menudo lesionaba a sus oponentes con su Earthquake Splash, emulando el método de Yokozuna.
Su primera aparición en un PPV fue en Survivor Series, reemplazando a Barry Windham del equipo de Randy Savage. Earthquake sobrevivió a la lucha, junto con Savage y Bravo. Hizo su debut en Wrestlemania en la sexta edición, derrotando a Hercules.
La carrera de Tenta alcanzó su punto álgido cuando se enfeudó con Hulk Hogan. La disputa estalló en mayo de 1990, cuando Earthquake interrumpió el segmento de Brother Love atacando repetidamente a Hogan. Cuando este se recuperó, se vengó derrotando a Earthquake en varios combates, acabando en SummerSlam. Su último combate fue en Royal Rumble, donde Hogan volvió a ganar.
Después de ese feudo, Earthquake atacó esta vez a Jimmy hart, su antiguo mánager, y su compañero Greg Valentine en Wrestlemania VII.
En 1991, Tenta entró en un infame feudo con Jake "The Snake" Roberts, en el que Earthquake dio un Earthquake Splash a la serpiente de Roberts, Damien (en realidad, lo que aplastó no era la auténtica serpiente). Más tarde serviría "Quakeburgers" al comentarista Alfred Hayes, revelando que estaban hechas con la carne de Damien (kayfabe).
En el fin de este feudo, Tenta hizo equipo con su amigo Fred Ottman, que cambió su nombre a Typhoon, y el dúo fue llamado The Natural Disasters, dirigido por Jimmy Hart. Inicialmente heels, el dúo intentó capturar el WWF World Tag Team Championship de The Legion of Doom. The Disasters pronto se volverían faces cuando Hart unió fuerzas con Money Inc., Irwin R. Schyster y Ted DiBiase, que derrotaron a la legion of Doom, ganando el campeonato. A pesar de que los Disasters ganaron el campeonato en SummerSlam, Money Inc. no tardó en recuperarlo.
Tenta dejó la WWF en enero de 1993 cuando perdió contra Bam Bam Bigelow y pasó un tiempo en Japón, pero volvió asistiendo a Bret Hart en un combate contra Shawn Michaels contra una interferencia de Diesel. Luego, en Wrestlemania X, derrotó a Adam Bomb. Tuvo un corto feudo con Yokozuna en el que el pasado sumo de Earthquake fue revelado. Finalmente perdió contra él en Raw. 
Earthquake fue llamado a combatir contra Owen Hart en el King of the Ring. Sin embargo, el 14 de mayo de 1994, Yokozuna y Crush lo atacaron y recibió un Banzai Drop. Esto explicó su ausencia, suplida por Doink the Clown. Entonces volvió a desaparecer de la WWF.

### World Championship Wrestling (1994-1997)
Dificultades financieras personales llevaron a Tenta a ponerse en contacto con la World Wrestling Federation. Su viejo amigo Hulk Hogan presionó para que entrase y finalmente rompió su contrato con la WWF para unirse a la WCW.
Tenta fue introducido como Avalanche y pronto se enfeudó con Sting, pero el gimmick fue retirado debido a que la WWF amenazó con emprender acciones legales sobre la compañía debido a las similitudes entre su antiguo luchador Earthquake y Avalanche. Luego se unió a The Dungeon como The Shark. Tenta creyó que esto podría significar otro largo gimnick e incluso cambió su tatuaje de tigre por el de un tiburón. Finalmente salió de The Dungeon y luchó bajo su nombre real después de pronunciar un mordaz discurso sobre los gimnicks que había sido obligado a tomar en el pasado, incluyendo la memorable frase de "Yo no soy un pez. Soy un hombre."
Después de un combate contra el miembro de Dungeon Giant, la mitad de la cabeza de Tenta fue rapada por otro miembro, Big Bubba Rogers. Ambos quedaron enfeudados después de que Tenta afeitase la barba de Rogers. Luego se unió a Roddy Piper como miembro de su familia, pero el angle fue inmediatamente retirado.

### World Wrestling Federation (1998-1999)
Después de su feudo con Rogers, Tenta dejó la WCW y apareció en la WWF el 25 de mayo de 1998 en Raw is War bajo el nombre de Golga. Su gimmick era el de un extraño personaje enmascarado de apariencia deforme que tenía una curiosa fascinación por el personaje de South Park Eric Cartman, ya que entraba siempre blandiendo peluches de él (el nuevo gimmick se debió a que perdió una cantidad considerable de peso y los creativos consideraron que reeditar el gimmick de Earthquake sería poco creíble). Formaba parte de los Oddities, y luchó generalmente en tag team con Kurrgan. El personaje fue de corta duración, y el grupo desapareció en 1999.
Tenta volvió en Wrestlemania 17 en la Battle Royal de nuevo bajo el gimmick de Earthquake. Esa fue su última aparición en la WWF.
En un Dark Match de la WWF Earthquake se enfrentó ante un luchador Llamado John Tank Meloche donde Ganó.

## Fallecimiento
Años después, en mayo del año 2004, se le diagnosticó un cáncer de hígado. Los médicos le dieron un 20% de posibilidades de que sobreviviera. Se sometió a quimioterapia para lograr vencer el cáncer, pero el 18 de noviembre de 2005 declaró en un programa de radio que la quimioterapia no había hecho efecto y que el cáncer se había expandido a otras zonas. John escribiría la evolución de su enfermedad en un diario publicado en Wrestlecrap, donde miles de fans le apoyaban. Falleció el 7 de junio de 2006, le sobreviven su mujer y sus tres hijas.

## Campeonatos y logros
- All Star Wrestling
  - UWA Heavyweight Championship (Vancouver version) (2 veces)

- NWA All-Star Wrestling
  - NWA Canadian Heavyweight Championship (Vancouver version) (1 vez)

- Pro Wrestling Illustrated
  - PWI Most Hated Wrestler of the Year (1990)

- Super World of Sports
  - SWS Tag Team Championship (1 vez) - con Typhoon

- World Wrestling Federation/WWE
  - WWF Tag Team Championship (1 vez) - con Typhoon
  - WWE Hall of Fame (Clase de 2025) - como miembro de The Natural Disasters

- Wrestling Observer Newsletter awards
  - Worst Tag Team (1998) con Kurrgan
  - Worst Feud of the Year (1996) contra Big Bubba Rogers

- Tokyo Sports Grand Prix
  - Principiante del año (1987)